# جوني ميلفيل
جوني ميلفيل (بالإنجليزية: Johnny Melville)‏ هو ممثل بريطاني، ولد في 27 يناير 1948 في المملكة المتحدة.

## أعمال

### أفلام
- (2015) أرض الألغام[2]

## وصلات خارجية
- جوني ميلفيل على موقع IMDb (الإنجليزية)
- جوني ميلفيل على موقع ديسكوغز (الإنجليزية)
- جوني ميلفيل على موقع قاعدة بيانات الفيلم (الإنجليزية)